# Rue de Picardie
Rue de Picardie je ulice v Paříži v historické čtvrti Marais. Nachází se ve 3. obvodu.

## Poloha
Ulice vede od křižovatky s Rue de Bretagne a končí na křižovatce s Rue de Franche-Comté, Rue Dupetit-Thouars a Rue de la Corderie. Vede od jihu na sever, severní část od Rue du Forez a Rue Perrée má dvojnásobnou šířku.

## Historie
Ulice byla otevřena v roce 1626 na pozemcích náležejících k bývalému templářskému klášteru. Nejprve se nazývala Rue du Beaujolais, poté v letech 1798–1814 Rue des Alpes. Nese jméno bývalé francouzské provincie Pikardie. Francouzský král Jindřich IV. plánoval vybudovat ve čtvrti Marais rozsáhlé náměstí Place de France, z jehož realizace po králově smrti sešlo. Na tomto náměstí mělo končit osm ulic a každá měla nést jméno jedné významné provincie. Tato ulice měla být pojmenována po provincii Beaujolais. Nakonec však byla pojmenována po Pikardii. Rue de Beaujolais už v té době existovala v 1. obvodu.

## Zajímavé objekty
- Carreau du Temple – kulturní a sportovní centrum